# EXtatus
eXtatus byla československá poloprofesionální organizace zabývající se elektronickým sportem. Organizace byla založena v roce 2008 a působila ve hrách Counter-Strike: Global Offensive, League of Legends, StarCraft 2, Rocket League a PLAYERUNKNOWN'S BATTLEGROUNDS. eXtatus byl jednou z největších československých eSport organizací. Dne 30.10.2019 se eXtatus definitivně rozpadl.

## Historie
Organizace byla založena v roce 2008. V raných letech se organizace angažovala ve hrách Counter Strike: Source, Call of Duty 4, Left 4 Dead, StarCraft 2 a sérii FIFA. Od těchto raných let se organizace řadila mezi nejlepší týmy české a slovenské scény. První výrazný úspěch zaznamenala organizace v roce 2011, kdy na Mistrovství České republiky získala titul ve hře Counter Strike 1.6. V roce 2012 se organizace znovu prosadila na Mistrovství České republiky ve hrách FIFA 13, League of Legends a Counter-Strike: Global Offensive. V roce 2013 se sekce CS:GO a LoL stává primárními tituly na našem území i ve světě. V roce 2014 je pro organizace ve znamení sekce League of Legends. Právě v této sekci eXtatus dominuje a připisuje si v ní první místo na Mistrovství České republiky. V roce 2015 na úspěch organizace navazuje sekce StarCraft 2 a to v podobě titulu Mistra České republiky 2015. Zlomový bod nastává v roce 2016, kdy pod organizaci přestoupila jedna z našich nejsilnějších CS:GO sestav. V průběhu roku se v této sekci stalo několik změn. Z těchto změn vzešlo vítězství na Mistrovství České republiky v roce 2016. Roku 2017 organizace získala nového generálního partnera, společnost Alza.cz, a stala se prvním profesionálním týmem na Česku a na Slovensku. Od tohoto momentu se organizace stala dominantní jedničkou na naší scéně, CS:GO sekce vyhrála MČR 2017 v počítačových hrách. K 31.5.2018 organizaci vypršela smlouva se společností Alza.cz. Ta se jí rozhodla neprodloužit. V důsledku skončení smlouvy se staly hráčské kontrakty neplatnými, jelikož eXtatus neměl dostatek financí k vyplacení profesionálních hráčů. Dne 5. července 2018 byla rozpuštěna sekce CS:GO. 29. září 2018 vznikla pod záštitou organizace sekce pro hru PLAYERUNKNOWN'S BATTLEGROUNDS. Dne 3. října 2018 podepsala organizace spolupráci se společností ASUS RoG při příležitosti složení nové CS:GO sestavy. Dne 30. října 2019 ohlásila organizace na Facebooku účast na poslední akci se jménem Last dance w/ eXtatus s datem konání 9. listopadu 2019 a definitivní konec aktivity všech jejích herních sekcí.

## Sekce

### Counter Strike: Global Offensive
Základ nejúspěšnější sestavy vznikl začátkem roku 2016. V roce 2016 do týmu přestoupili hráči organizace nEophyte ve složení Tomáš "barb1" Hrádek, Richard "queztone" Strnátko, Patrik "DEV7L" Stuchlík, David "Kaparzo" Lacina, Karel "Sneix" Pavlice. Měsíc po oznámení sestavy dostal queztone nabídku do zahraničí, kterou přijal. Náhradou se stává teprve 14letý David "frozen" Čerňanský. Sestava v tomto složení nebyla nějak výrazná, proto došlo ke změně. V sestavě zůstává frozen a DEV7L. KETUBOR se přesunul z trenérské pozice na hráče a do týmu přichází Jiří "oKKo" Trojan a Jindřich "ZEDKO" Chyba. Téhož roku v září se queztone vrací ze zahraničí a nahrazuje oKKa. Tato změna vedla ke zlepšení a upevnění pozice týmu na naší scéně. Začátkem roku 2017 se KETUBOR vrací na pozici trenéra a do týmu přichází Martin "MonttY" Melíšek". V tomto složení se eXtatus stal nejsilnějším československým týmem. V roce 2017 uzavírá organizace generální partnerství se společností Alza.cz, eXtatus stal prvním československým profesionálním týmem. Tým se dokázal kvalifikovat do uzavřené kvalifikace na turnaj IEM Katowice 2017, kvůli nízkému věku Davida Čerňanského však organizaci nebylo dovoleno pokračovat a tým byl diskvalifikován. V únoru 2017 dochází ke změně trenéra, této pozice se ujímá Tomáš "tecko" Koširer. Tato změna, vydržela eXtatusu do listopadu 2017, kdy se na pozici trenéra vrátil opět KETUBOR. K 31.5.2018 organizaci vypršela smlouva se společností Alza.cz. Ta se jí rozhodla neprodloužit. Dne 5. července 2018 byla rozpuštěna sekce CS:GO. DEV7L, frozen a queztone vytvořili společně s dalšími předními hráči československé esportové scény tým warmup. 3. října 2018 ohlásil eXtatus návrat kompletně nové CS:GO sekce.
| Přezdívka | Jméno          | Pozice  | Datum připojení |
| --------- | -------------- | ------- | --------------- |
| WEAMO     | Peter Rauch    | Kapitán | 3. října 2018   |
| blogg1s   | Dominik Janita | Hráč    | 3. října 2018   |
| desty     | Dominik Černý  | Hráč    | 3. října 2018   |
| RKO       | Milan Kohút    | Hráč    | 3. října 2018   |
| luko      | Lukáš Hrabčík  | Hráč    | 3. října 2018   |
| d0di      | Jozef Kiss     | Trenér  | 3. října 2018   |

| Přezdívka | Jméno            | Pozice  | Datum připojení    | Ukončení spolupráce |
| --------- | ---------------- | ------- | ------------------ | ------------------- |
| DEV7L     | Patrik Stuchlík  | AWP     | 25. února 2016     | 5. července 2018    |
| ZEDKO     | Jindřich Chyba   | Rifler  | 16. března 2016    | 5. července 2018    |
| frozen    | David Čerňanský  | Lurker  | 8. května 2016     | 5. července 2018    |
| queztone  | Richard Strántko | IGL     | 13. září 2016      | 5. července 2018    |
| MonttY    | Martin Melíšek   | Support | 23. prosince 2016  | 5. července 2018    |
| KETUBOR   | Michal Csontoš   | Trenér  | 21. listopadu 2017 | 5. července 2018    |

| Turnaj                                 | Umístění | Výhra  |
| -------------------------------------- | -------- | ------ |
| Cross Border Esport 2017               |          | $9,612 |
| ESEA Season 26: Global Challenge       | 3-4      | $5,000 |
| Binary Dragons Cup - Season 6          |          | $3,500 |
| Mistrovství ČR 2017                    |          | $2,735 |
| ESEA Season 25: Main Division - Europe |          | $2,700 |

### League of Legends
| Přezdívka | Jméno           | Pozice  | Datum připojení   |
| --------- | --------------- | ------- | ----------------- |
| Mortsche  | Tomáš Anděl     | Top     |                   |
| Sawyor    | Jiří Libánský   | Jungle  | 10. července 2017 |
| Ordno     | Ondřej Prachař  | Mid     | 29. září 2017     |
| Rufus     | Radovan Moravec | Support | 29. září 2017     |
| Carzzy    | Matyáš Orság    | AD      | 29. září 2017     |

| Turnaj                       | Umístění |
| ---------------------------- | -------- |
| Hitpoint Masters #7 Playoffs |          |
| Hitpoint LoL #8 Playoffs     |          |
| Hitpoint LoL Finals 13       |          |
| Hitpoint LoL Masters #8      |          |
| MSI Masters Cup              |          |

### Rocket League
| Přezdívka | Jméno          | Pozice  | Datum připojení |
| --------- | -------------- | ------- | --------------- |
| Versite   | Vojtěch Hlaváč | Captain | 22. března 2017 |
| Dave      | David Hronsky  | Starter | 20. května 2018 |
| Noilyy    | Martin Markup  | Starter | 20. dubna 2018  |
| Marcek    | Ondřej Mareš   | Starter | 18. února 2016  |